# Onalaska (Wisconsin)
Pour les articles homonymes, voir Onalaska.
La ville américaine d’Onalaska est située dans le comté de La Crosse, dans l’État du Wisconsin. Elle comptait 17 736 habitants lors du recensement de 2010.

## Source
- (en) Cet article est partiellement ou en totalité issu de l’article de Wikipédia en anglais intitulé « Onalaska, Wisconsin » (voir la liste des auteurs).